# セルビアの歴史
セルビアの歴史（セルビアのれきし、セルビア語:Историја Србије / Istorija Srbije）では、セルビアの歴史について述べる。
近代以降、セルビアはオスマン帝国の自治公国（1817年（完全な自治権獲得は1830年）から1878年）、独立公国（1878年から1882年）、独立王国（1882年から1918年）、セルビア人・クロアチア人・スロベニア人王国の一部（1818年から1941年、1929年ユーゴスラビア王国に改称）、ナチス占領下の傀儡政権であるセルビア救国政府（1941年から1944年、ネディッチ政権とも）、ユーゴスラビア社会主義連邦共和国を構成するセルビア社会主義共和国（1945年から1992年）、そしてユーゴスラビア連邦共和国（通称新ユーゴ）の一共和国（1992年から2003年）、モンテネグロとの国家連合であるセルビア・モンテネグロ（2003年から2006年まで）と遷移してきた。2006年にはモンテネグロとともにそれぞれ独立を宣言し、セルビア・モンテネグロは解体された。

## 歴史
セルビア君主一覧とユーゴスラビアを参照のこと。

### 中世のセルビア（7世紀から14世紀）

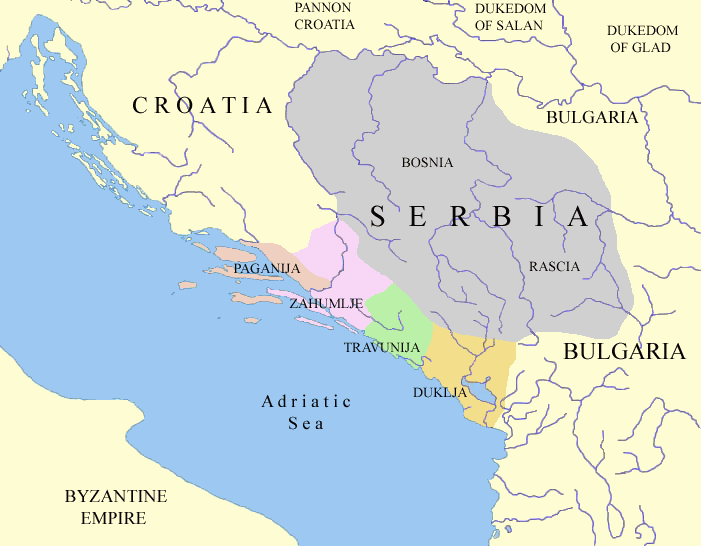
9世紀のセルビア

セルビア人がその現在の領域に進出してきたのは7世紀始めで、6つの部族集落に分かれて居住した。
- ラシュカ
- ボスニア
- ドゥクリャ（英語版） / ゼタ
- ザフムリェ（英語版）
- トレビニェ
- パガニア（英語版）

セルビア公として名前が分かる最初の記録はヴィシェスラヴ（Višeslav）（780年頃）のものであり、その後にはラドスラフ（Radoslav）とプロシゴイ（Prosigoj）（～830年頃）が続く。そしてヴラスティミル（Vlastimir）（830年頃～851年頃）をもって
、セルビア最初の王朝であるヴラスティミロヴィチ朝として知られることとなる。同じく9世紀の半ばまでにキリスト教を受け入れたと考えられている。ゼタはほぼ今日のモンテネグロに当たり、ミハイロは1077年に教皇によって戴冠した。このときセルビア人たちは正教会またはカトリックであった。ミハイロ王はまた教皇から大主教の地位をバールの町のために獲得した。この行動によって、セルビア人は宗教的独立を行使しようとした。彼の息子、コンスタンティン＝ボディン (Konstantin Bodin) は1080年に王位を主張し、1101年に死ぬまで統治した。統治者は変化を維持し、セルビア人に敵対的なブルガリアよりむしろ東ローマ帝国に対する防衛に力を注いだ。その1世紀後、セルビアは東ローマ帝国から自由となる。

### 中世セルビア王国
セルビア人は中世以来連合しなかった。各国は幾つかの国に散らばり、それは時に独立し、時に連合した。それらの国々の名前はドゥクリャ (Duklja)、ゼタ (Zeta)、ザフムリェ（Zahumlje、今日のヘルツェゴビナとドゥブロヴニク）、トレビニェ（Trebinje、今日のボスニアとクロアチアの一部）、パガニア（今日の東ダルマチアとその諸島群）、ボスニア (Bosna) およびラシュカ（Raška、今日のサンジャク）である。 ラシュカはよく最強の国として、セルビアの代わりに取り上げられる。最初のセルビアの組織された国家は10世紀半ばのチャスラヴ・クロミロヴィッチ（Časlav Klonimirović）治世のラシュカである。11世紀前半にはゼタのヴォイスラヴリェヴィッチ家（Vojislavljević）の興隆が見られた。崩壊と危機によって記され、それは12世紀の終わりまで続いた。

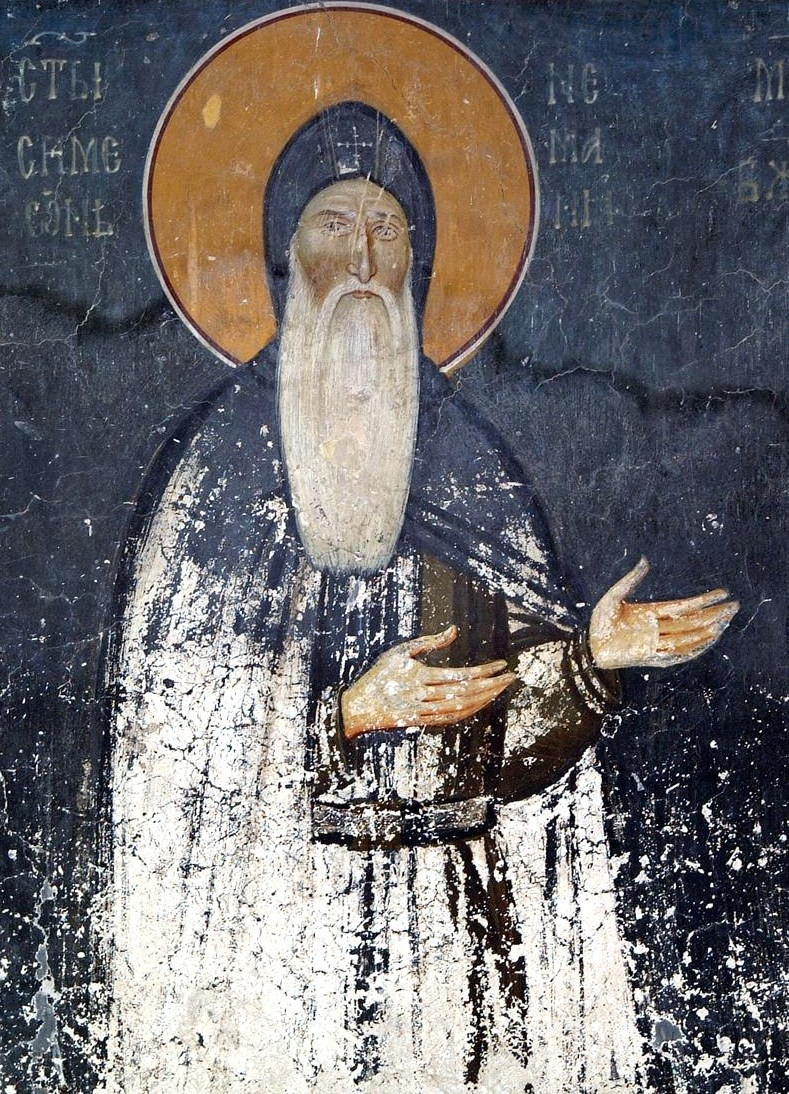
ネマニッチ朝の創始者ステファン・ネマニャ

彼の兄弟による王位の争いの後、ネマニッチ朝の創始者、ステファン・ネマニャが1166年に勃興してラシュカ地域のセルビア国家を新たにした。時にはビザンツ帝国による援助を受けるとともに、時には同帝国に反抗し、「大ジュパン」 (Veliki Župan) を名乗った。 ステファン・ネマニャは、領域を東と南に拡大することで増大し、新たに沿岸地方およびゼタ地域を併合した。 政府の努力に加えて大ジュパン」は修道院の建設に多大な力を注いだ。彼の寄進にはジュルジェヴィ・ストゥポヴィ修道院 (Đurđevi stupovi)、ラシュカ地方のステュデニツァ修道院 (Studenica)、アトス山のヒランダル修道院が含まれる。ネマニッチ王朝はセルビアを黄金時代に導いた。それは14世紀半ばのツァール（皇帝）ステファン・ウロシュ4世ドゥシャンの統治下で絶頂に達した。しかし、最終的にはオスマン帝国に屈服した（ゼタにて最後となった要塞は1499年に陥落した）。
ステファン・ネマニャの王位は第二子のステファン・ネマニッチ（ステファン初代戴冠王、Stefan Prvovenčani）に継承された。ステファン・ネマニャの末子ラストコ (Rastko) は神品となり「聖サヴァ」の名前を戴き人々にキリスト教を広める努力をした。ローマ・カトリック教会が既にバルカン半島への影響力を拡大する野心を持っていたため、ステファン2世はこれらの都合の良い状況を、教皇から戴冠してもらうために利用した。こうして彼は1217年にローマ教皇ホノリウス3世によって戴冠し、最初のセルビア王となったのである。 実際には彼はラシュカからきた最初のセルビア王であった。なぜなら、最初のセルビア王は（1077年）のゼタ出身のミハイロ王 (Mihailo) だからであった。ビザンツ帝国では彼の弟サヴァがセルビア教会のために自治教会の地位の獲得に努力し、1219年に彼はセルビア正教会の大主教になった。こうして、セルビア人は世俗と宗教の両方の独立を獲得した。

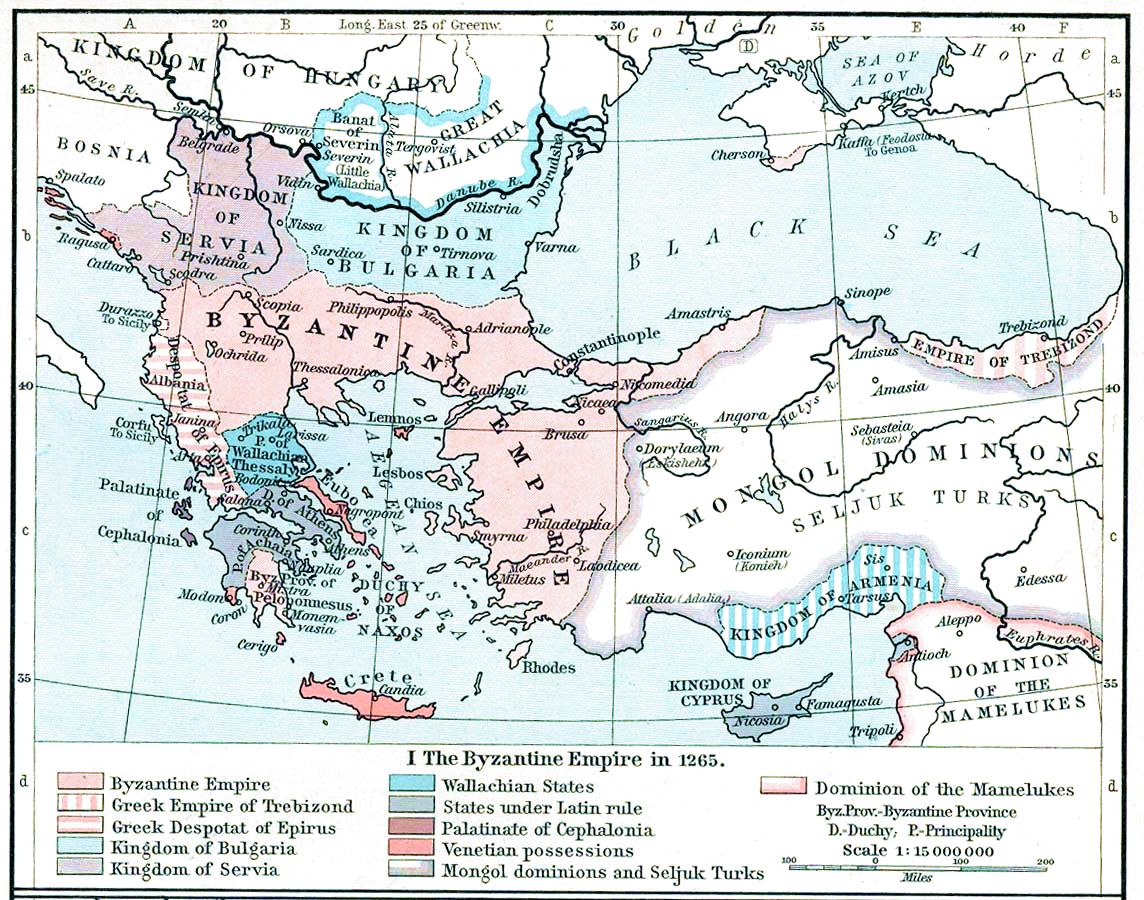
1265年のセルビア

1265年、セルビアの統治者はステファン・ネマニッチの息子たち、ラドスラヴ、ヴラディスラヴおよびウロシュ1世へと移った。彼らは国家構造の停滞の時代に足跡をのこした。 これらの3人の王は多かれ少なかれビザンツ帝国やブルガリア、ハンガリーのような幾つかの隣国に依存した。 彼の息子ステファン・ドラグティンがハンガリーの王女と結婚したことにより、ドラグティンへの王位継承にはハンガリーとの結びつきが重要な役目を果たした。のちにドラグティンが彼の弟ステファン・ミルティンに譲位したとき（1282年）、ハンガリー王ラースロー4世が北セルビアを征服併合しようとして、代わりにドラグティンに北ボスニア、マチュヴァ地方 (Mačva) とベオグラード市を与えることになった。こうしてこれらの領土の中には初めてセルビアの版図になったものもあった。彼の新しい王国は「スレム王国」を名乗った。そのとき、「スレム」の名は二つの版図の称号 であった（「上スレム」は現在のスレム、「下スレム」はマチュヴァ）。ステファン・ドラグティン治世のスレム王国はまた、上スレムの向こうのスラヴォニアも統治した。1316年のドラグディン王の死後、スレム王国の新しい統治者には彼の息子のステファン・ウラディスラヴ2世が就き、1325年までこの国を統治した。
ステファン・ドラグティンの弟ミルティン（ステファン・ウロシュ2世）の統治のもと、セルビアは一層強大になった。ミルティンの統治のもと、セルビアは、時折3つの異なる戦線で戦わなければならない事実に拘わらず、一層強くなった。ステファン・ウロシュ2世は、中世の政略的な外交-政略結婚を大いに活用した外交官であった。彼はハンガリーの王女、ブルガリアの王女、ビザンティン帝国の皇女と、5度結婚している。彼はまた教会の造営でも知られ、その幾つかは中世セルビア建築の好例となっている。すなわちコソヴォのグラチャニツァ修道院 (Gračanica)、アトス山の修道院であるヒランダル大聖堂、エルサレムの聖大天使教会などである。その寄進のおかげで、乱れた生活にもかかわらずミルティン王は聖人に列せられた。その後は彼の息子ステファンが玉座を継承した。彼は後にステファン・デチャンスキと呼ばれる。ニシュの町と周辺諸郡の征服による東方とマケドニアの領域の併合による南方への拡大がなされた。ステファン・デチャンスキ (Stefan Uroš III Dečanski) は彼の父同様に偉大な人物であり、メトヒヤのデチャニ修道院を造営した。セルビア中世建築の記念碑的好例で、それは彼のあだ名に由来する。

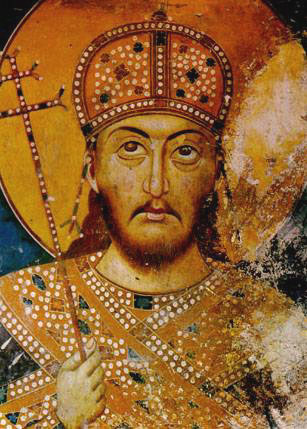
皇帝ステファン・ドゥシャン

最盛期となったドゥシャン時代のセルビアの版図

中世のセルビアは、ヨーロッパにおいて政治的、経済的および文化的に高い名声を享受した。セルビアは封建的命令を実行しなかった数少ない国家の一つであった。国王ステファン・ドゥシャン (Stefan Dušan) 治世の14世紀半ば、中世セルビアは最盛期を迎えていた。これは当時のヨーロッパ諸国の中でも特色のある法律的業績であるドゥシャン法典（Dušanov Zakonik、1349年）の時代である。ステファン・ドゥシャンは新しい交易路を開き、国家経済を強化した。セルビアはヨーロッパで発展した諸国、諸文化の中でも、ひときわ目立つ国として繁栄した。セルビアの最も偉大なる中世芸術の幾つかはこの時代、特に、聖サヴァの聖規則の時代に作られた。ステファン・ドゥシャンは国土を南・南東・東に拡大し、ビザンティン領の一部を得て版図を倍にした。今日のギリシアはペロポネソス半島と島嶼部を除いて全て彼の手中に入った。彼がセル (Ser) の町を征服した後の1346年、初代セルビア大主教によって「セルビアおよびギリシア皇帝」に戴冠された。ステファン・ドゥシャンは教皇とともに、脅威であったオスマン帝国に対して十字軍を組織しようとした。不幸なことに彼は1355年12月、47歳で亡くなった。 
近年皇帝の遺体を検視した結果、死亡原因は毒殺だとわかった。後を継いだのは『弱虫』と呼ばれた息子のステファン・ウロシュ5世 (Stefan Uros V) であるが、このあだ名はそのまま王国にもあてはまり、徐々に封建的な無政府状態が社会を支配するようになる。この時代に台頭したオスマン帝国は、アジアで拡張した後まずビュザンティオンを征服し、さらにバルカン半島諸国を足がかりにヨーロッパを目指していた。

### オスマン帝国による征服

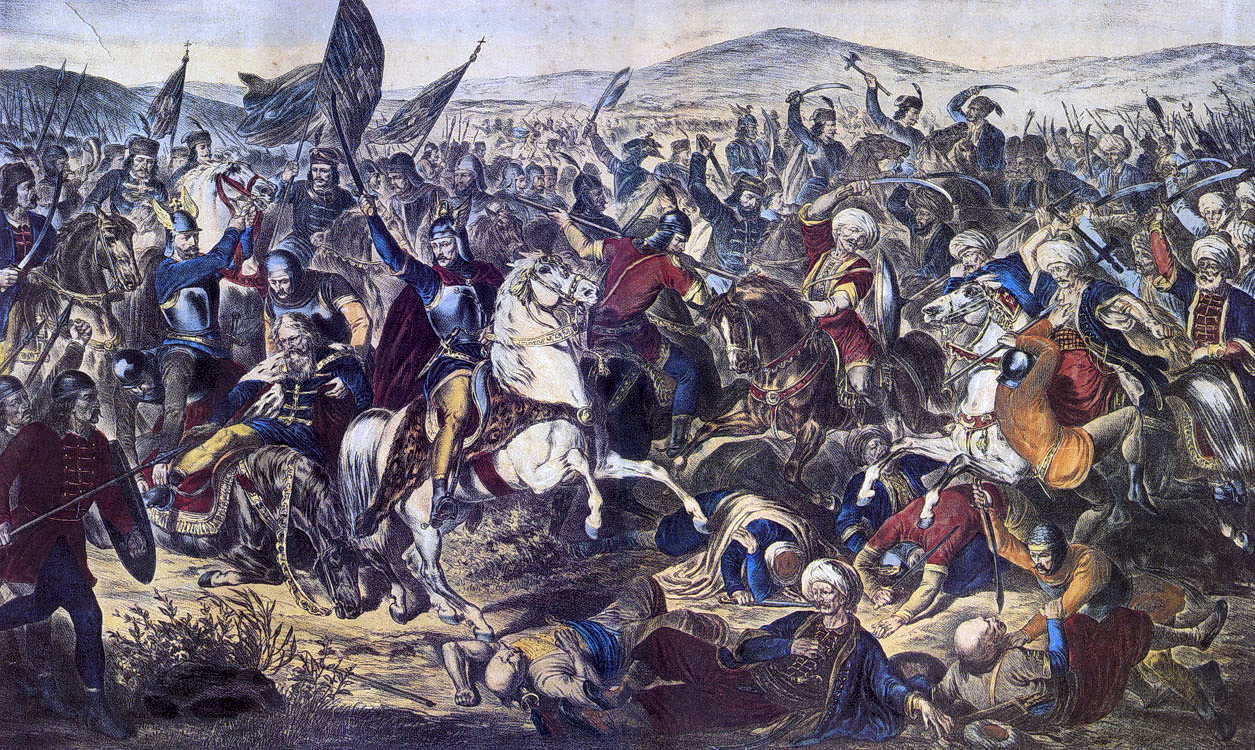
コソヴォの戦い

セルビア帝国最強のふたりの男爵、すなわちムルニャヴチェヴィッチ (Mrnjavčević) 兄弟はヨーロッパからトルコ人を押し返すために大軍を集めた。1371年彼らはトルコの領域に征伐のために進軍した。しかし自信過剰があだになった。現在のギリシャ領オルメニオ（Ορμένιο / Ormenio）にあたる、当時のブルガリア領チェルノメン（Черномен / Chernomen）付近のマリツァ川（Марица / Maritsa）畔で野営すると祝宴を開いた。その夜泥酔中をオスマン軍小部隊に襲撃され川に追い詰められ、多くが溺死するか殺害された。

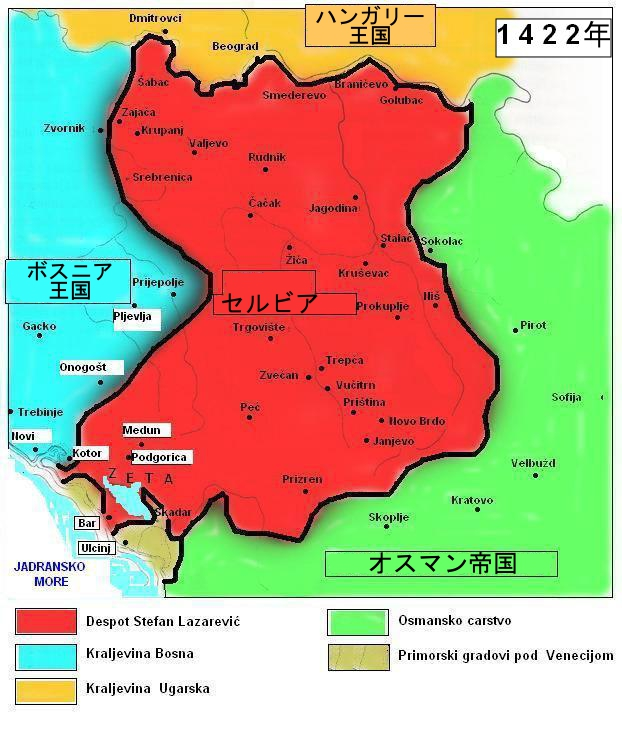
1422年のセルビアの領土

セルビア軍は重要な戦闘二つで敗北した。一つは上記1371年のマリツァ河畔の会戦であり、もうひとつは1389年のコソボ平原の戦いである。ただ、コソボの戦いは敗北ではなく「引き分け」ともいいうる。だがほどなくコソボはオスマン帝国の手に落ちた。当時セルビアで最有力だったラザル・フレベリャノヴィチ侯の部隊がオスマン帝国のスルタンムラト1世を殺害しながら敗北したのはヴューク・ブランコヴィチの部隊が脱走したためという風説が残っている。コソボの戦いはセルビア人の命運を決したが、それは以後オスマン軍に立ち向かえる戦力が存在しなかったからである。ラザル侯の子で騎士道精神の権化・軍指導者・詩人の君主ステファン・ラザレヴィチと、その縁戚で新都スメデレヴォに遷都したジュラジ・ブランコヴィチが統治する時代は乱世だった。オスマン軍はスメデレヴォを1459年に攻略し、さらに進軍して北部セルビア全域を掌握した。セルビア領で難を逃れた地域は、ボスニアの一部とゼタ君侯国（現在のモンテネグロとアルバニアにまたがる地域）のみだった。今日のセルビアに当たる地域は、1496年以後400年にわたりオスマン帝国の領土となる。
14世紀以後、オスマン帝国の領域から多くのセルビア人がハンガリー王国領を目指して移動し、現在ヴォイヴォディナと呼ばれる地域に入植した。ハンガリー王は領内のセルビア人移民を歓迎して兵士や国境警備隊に徴用したため、この地域のセルビア人人口は急速に増加した。オスマン帝国とハンガリーの闘争が続く間、領内のセルビア人は国家の再興を画策していた。1526年8月29日のモハーチの戦いで、オスマン帝国はハンガリー及びボヘミアの君主ラヨシュ2世を彼の軍ともども粉砕した。この後ハンガリー王国領はオスマン帝国の版図に組み込まれた。モハーチの戦いの直後ハンガリーでセルビア人傭兵のリーダーだったヨヴァン・ネナドは現在のヴォイヴォディナの3地域であるバチュカ (Bačka)、バナト北部、スレムの一部で自治を始めた。権力の絶頂のヨヴァン・ネナドは首都と定めたスボティツァでセルビア皇帝として自ら戴冠したが、独立国は短命に終わる。軍事と政治の行き詰まりをみたこの地域のハンガリー諸侯は兵力を結集して1527年の夏にセルビア軍を破った。ヨヴァン・ネナドは暗殺され、帝国は崩壊した。
ヨーロッパの列強ことにオーストリアは、オスマン帝国領のセルビア人の支援を恃みにオスマン帝国相手に幾度も戦争した。1593年 - 1606年の長い戦争では、セルビア人はパンノニア平原のバナトで一斉蜂起した。スルタンのムラト3世は、セルビア人にとって神聖であるばかりか当地のムスリムにとっても名誉である聖サヴァの遺物を焼いて報復した。セルビア人はヘルツェゴヴィナに抵抗の拠点を設けたが、オスマン帝国とオーストリアの停戦協定調印後はオスマン軍の報復の前に無力だった。これは数百年繰り返された。
ローマ教皇の肝煎りでオーストリア・ポーランド・ヴェネツィアが神聖同盟を結成してオスマン帝国と戦った、1683年-1690年の大トルコ戦争期間中に同盟がセルビア人を扇動すると、すぐにモンテネグロ、ダルマチア海岸からドナウ川流域、旧セルビア（マケドニア、ラシュカ、コソボ、メトヒア）に至るバルカン半島西部全域で蜂起とゲリラ戦が多発した。オーストリアはセルビアから撤退する際、北方のオーストリア領にセルビア人を呼び寄せた。敗戦後セルビア人は、オスマン帝国の報復を覚悟するかキリスト教社会での暮らしかという二択を迫られたが、家財を捨て総主教アルセニエ三世(Arsenije Čarnojević) の先導で北へ向かう者が相次いだ。

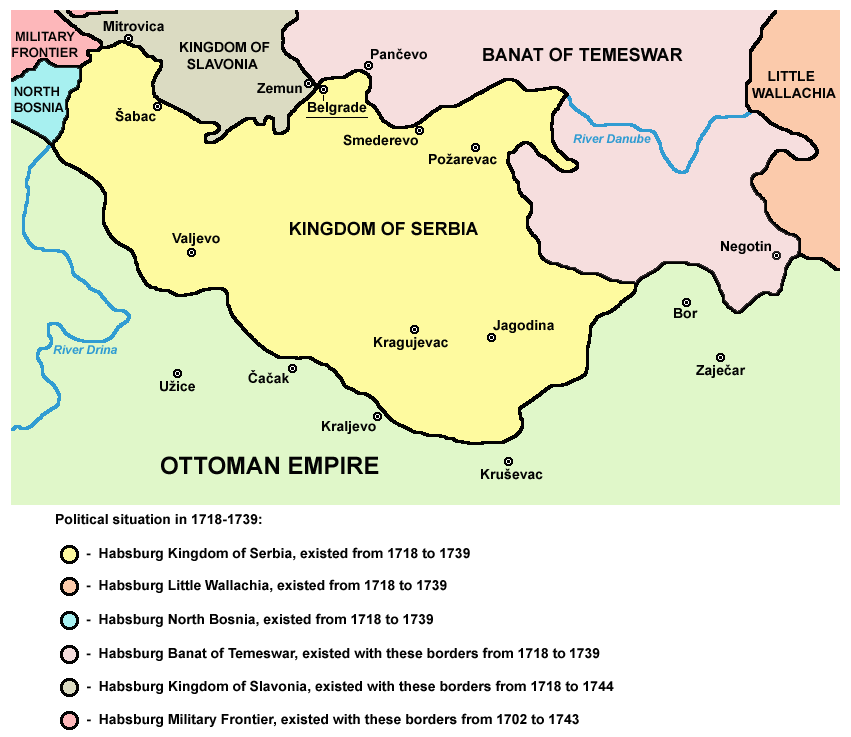
1718年-1739年のセルビア

ダルマチア、ボスニア・ヘルツェゴヴィナからベオグラード、ドナウ川流域に至るセルビア人由来の土地が、プリンツ・オイゲンが仕掛けた1716年 - 1718年の墺土戦争の戦場になった。セルビア人は今一度オーストリアに加勢した。ポジャレヴァツで停戦協定（パッサロヴィッツ条約）が締結されると、オスマン帝国はドナウ川流域、セルビア北部、ダルマチアの一部、ペロポネソス半島における主権を放棄した。
最後の墺土戦争はオーストリア軍がボスニアのキリスト教徒を扇動して始まった1788年 - 1791年のドゥビツァの戦い (Dubica War) で、以後二帝国が消滅する20世紀まで両国間の戦争はなかった。

### 近代セルビア
セルビアはカラジョルジェ（Karađorđe Petrović） 率いる1804年の蜂起と、ミロシュ・オブレノヴィッチ率いる1815年の蜂起を経て、1817年にオスマン帝国から制限つきながらも自治権を獲得する（セルビア公国）。1830年にはギリシャ独立戦争と露土戦争に伴って、オブレノヴィッチ家が世襲する完全な自治公国となった。一方、首都ベオグラードにはトルコ軍守備隊が1867年まで駐屯した。オスマン帝国はその頃深刻な内部崩壊に直面したが修復の希望は薄く、統治下のキリスト教社会にはこれが強く影響した。セルビア人は国家・社会の両面から革命を打ち出すとともに、徐々にヨーロッパ社会に追随してブルジョア社会の価値観を導入し始めた。セルビア公国は1878年、ベルリン会議において国際社会の承認を得た。セルビアは1817年から1882年まで公国であり、1882年から1918年までは王国であったが、この期間を通じて内政はオブレノヴィッチ家とカラジョルジェヴィチ家の抗争で激動した。

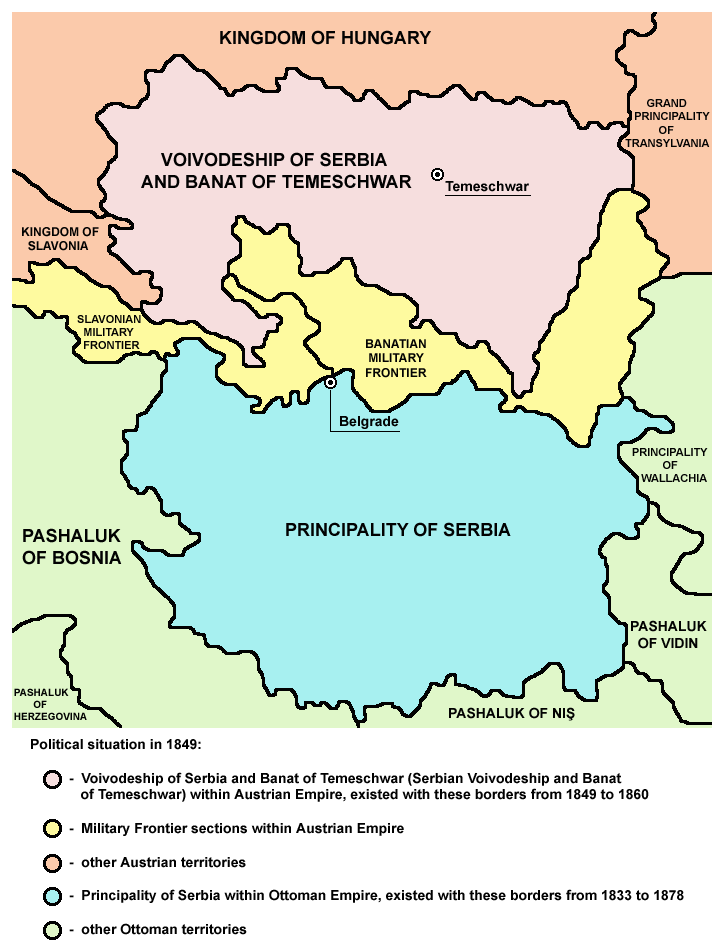
1849年のセルビア

その後のセルビアの発展は、経済・文化・芸術全般の進歩にその特徴があり、これは若者をヨーロッパ諸国の首都に留学させる国家政策によるものであった。留学生は皆新しい精神と新しい価値体系を持ち帰った。オスマン帝国領だった一地域の変容が具体的な形となったのが、1882年のセルビア王国宣言だった。
1848年革命の際、ハプスブルク君主国内のセルビア人は「セルビア人のヴォイヴォディナ」（Serbian Vojvodina）という自治領域の成立を宣言した。1849年11月にはオーストリア皇帝の勅令により、この地方はオーストリア帝国直轄の「セルビア人のヴォイヴォディナとテメシュバール・バナト」（Vojvodina of Serbia and Tamiš Banat）に改編された。セルビア人の意思に反しこの公国は1860年に廃されたが、セルビア人は政治的要求の果実を1918年に再度手に入れた。今日この地方はヴォイヴォディナと呼ばれている。
19世紀後半にセルビアがヨーロッパ列強に編入されると、最初の政治政党が創設され政治の新しい息吹に弾みがついた。1903年のクーデターでカラジョルジェの孫が国王ペータル1世として玉座に推挙され、セルビアの議会制民主主義に道が開かれた。ヨーロッパ留学を経験したリベラルな王はジョン・スチュアート・ミルの『自由論』を翻訳し民主的憲法を与えた。これは議会制政体と各地の解放戦争勃発に繋がる政治的自由に先鞭をつけた。1912年 - 1913年のバルカン戦争はオスマン帝国のバルカン半島支配に止めを刺した。オスマン帝国はボスポラス海峡まで後退し、旧領ではバルカン諸国家が産声を上げた。

#### セルビアにおける第1次世界大戦

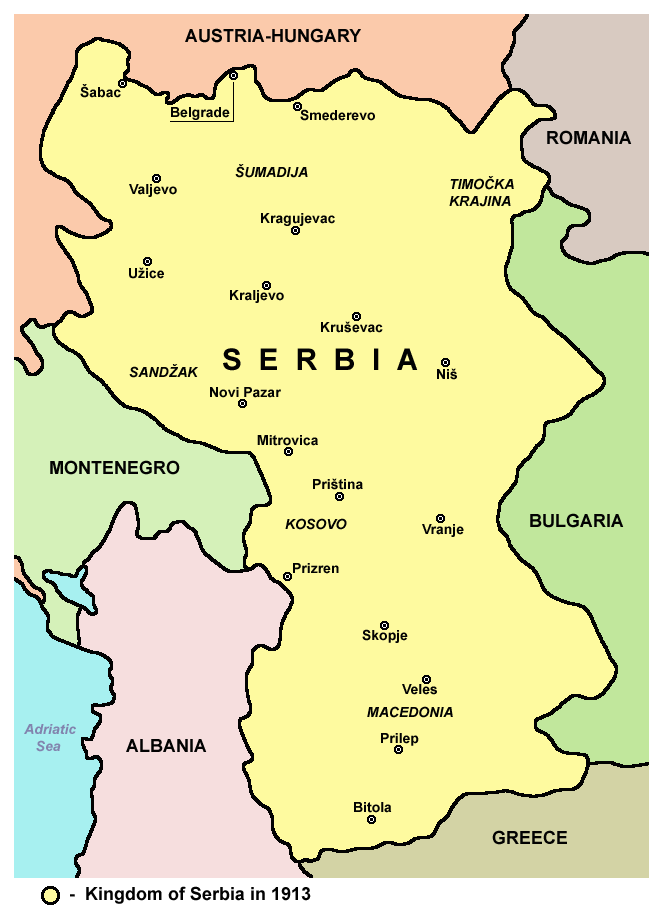
1913年のセルビア王国

1914年6月28日、ボスニアの州都サラエヴォでハプスブルク家のフランツ・フェルディナント大公が暗殺されるサラエヴォ事件が起きる。翌7月にはオーストリア＝ハンガリー帝国がセルビア王国に宣戦布告し、第一次世界大戦が始まった。国際法規に基づき、セルビアとオーストリアの両国それぞれと同盟関係にあった全ての国が同年8月末までに参戦したため、世界戦争となった。オーストリアに対しセルビアは防戦一方で、ある程度の成果を収めたが、さらなるドイツやブルガリアの進撃で押され、アルバニア・モンテネグロの山間部に張っていた戦線を放棄せざるをえなくなった。8月16日、セルビアは戦後のボスニア・ヘルツェゴビナ、東スラボニア、ダルマチアなどの取得を協商国と約した。コルフ島で軍勢を回復し、セルビアはテッサロニキでの対ブルガリア戦線に兵力を移動。イギリス・ロシア・フランス・イタリア・アメリカ合衆国を味方につけた。
第一次世界大戦におけるセルビアの犠牲者は、126万4,000人に上った。当時セルビア王国の人口は約450万人であり、この戦争により全人口の28％、男子人口の58％をも失ったが、セルビアが奮闘した結果協商国を勝利に導き、戦後はヴェルサイユ体制が出来上がっていくことになった。

### ユーゴスラビア王国

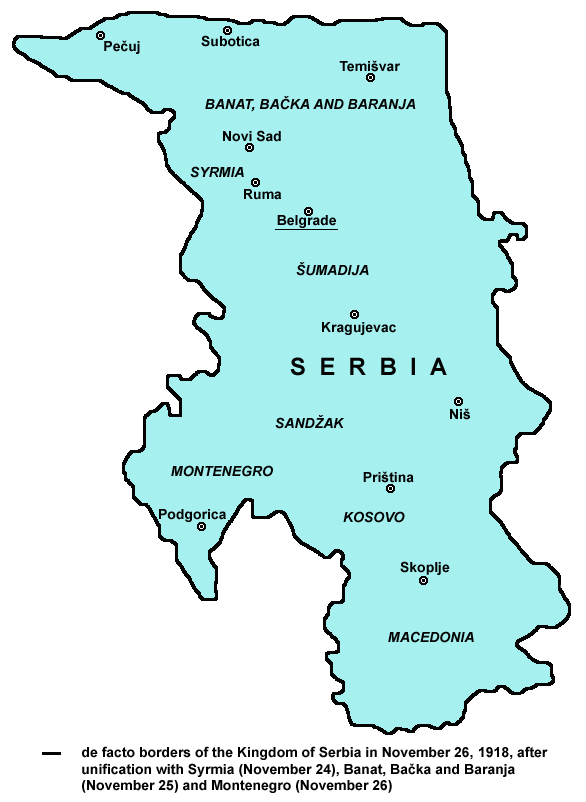
1918年11月26日におけるセルビアの領土

連合国の攻勢が実を結び1918年9月にはブルガリアが降伏し、同年11月には占領下のセルビア人の土地が解放された。11月25日にはノヴィ・サドでセルビア人・ブニェヴァツ人・その他ヴォイヴォディナの諸民族による議会がセルビアへの合流を決定した。11月29日にはモンテネグロ国民議会がセルビアとの連合を決定し、オーストリア=ハンガリー南部のスラヴ人地区の議会がスロヴェニア人・クロアチア人・セルビア人の新国家に合流する決定を下した。
第一次世界大戦の終了およびオーストリア＝ハンガリー帝国とオスマン帝国の崩壊は、1918年12月のセルビア人・クロアチア人・スロベニア人王国の成立と軌を一にしていた。ユーゴスラビアの理念はこの名に冠された3社会の知的社会層に育まれてきたが、国際政治の勢力図や利権はここまでその実現を許さなかった。戦後、理想主義的知識人は政治家に後を譲ったが、クロアチアで最も有力な政治家は新国家のあり方に異を唱えた。
国内混乱を収拾するため、国王アレクサンダル1世はセルビア人専制体制を強化し、1929年国内における政党の活動を一切禁止して国号をユーゴスラビアと改めた。王は分離主義者やナショナリストを手懐けようとしたが、国際社会の力のバランスは変化し、イタリアやドイツではファシスト党やナチスが勢力を増し、ソ連ではヨシフ・スターリンが権力を握った。この3カ国はいずれもアレクサンダル1世の政策を支持しなかった。イタリアやドイツは大戦後に締結された国際条約の見直しを求め、ソ連はヨーロッパでの地位回復と国際政治への積極関与を国是としていた。ユーゴスラヴィアはこれに立ちはだかる障害でアレクサンドル1世はそのユーゴスラヴィア政治の主柱だった。
アレクサンダル1世はフランス訪問中の1934年10月にマルセイユで暗殺された。これはブルガリアに拠点を置き過激なナショナリズムを標榜する内部マケドニア革命組織の犯行で、クロアチアのファシスト組織ウスタシャの協力のもとユーゴスラヴィア東部・南部国境地帯の領土併合を画策していた。クロアチア人、ファシスト、カトリック教会等の関与については諸説がある。1930年代末の国際政治は全体主義体制の高まりによる不寛容に特徴があり、第一次世界大戦後体制の弱体化は確実になった。クロアチアのヴラトコ・マチェク (Vladko Maček) 率いる農民党は、クロアチア自治州構想を強引に推進した。1939年のツヴェトコヴィッチ＝マチェク合意によって自治州の設置が認められ、クロアチアはあくまでユーゴスラヴィアの一部に留まると協定では強調したが、これは国際社会の力関係によるあまりに拙速な自治領設定であった。

#### 第2次世界大戦におけるセルビア

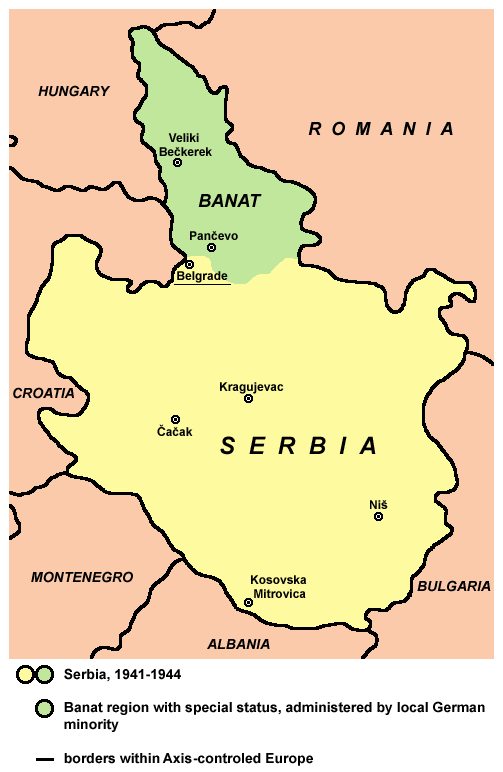
1941年-1944年のセルビア

1940年代初頭には、ギリシャ王国を除くユーゴスラビア周辺の諸国がナチス・ドイツ、イタリア王国と協定を締結して、枢軸陣営に入っていた。アドルフ・ヒトラーからの圧力が強くなったため、ユーゴスラビアも1941年3月にウィーンで、日独伊三国同盟へ加入した。政府はヒトラーと妥協する準備も行ったが、特にセルビアで国民の大きな反発があり、ナチズムに反対する大衆がデモをおこし、軍事クーデターが起きた。
1941年4月6日、ドイツ空軍がベオグラードその他の主要都市を爆撃すると（ユーゴスラヴィア侵攻）、ユーゴスラヴィア王国軍はほとんど抵抗できないまま、4月17日に降伏した。その結果ユーゴスラビア王国の国土は、枢軸国のイタリア、ハンガリー、クロアチア独立国、ブルガリアによって分割占領された。クロアチアのファシスト集団ウスタシャが政権を担った傀儡国家「クロアチア独立国」は、スロベニア、クロアチア、ボスニア・ヘルツェゴビナ、ヴォイヴォディナを占領した。ドイツ軍はセルビアの大部分を占領し、直接軍政下に置いた。その際、ユーゴ王国軍の将軍だったミラン・ネディッチを首相とする傀儡政権（セルビア救国政府）が設置された。北部の領土はハンガリーに、東部及び南部はブルガリアに併合された。コソボとメトヒアはファシスト国家イタリア支配下のアルバニアにほぼ併合された。モンテネグロもまたアルバニアに領土を奪われ、イタリア軍によって占領された。スロベニアはアドリア海の島々をも占拠したドイツとイタリアに分割された。
ドイツの占領軍はセルビアで、ユダヤ人とゲリラ抵抗運動パルチザンのメンバーのための強制収用所を幾つか作った。最大の物はベオグラード近くのバニツァ (Banjica) およびサイミシュテ (Sajmište) 強制収容所で、ここでは少なくとも約4万人のユダヤ人が殺された。収容所全体で、セルビアのユダヤ人の人口の約90％が死んだ。ハンガリーに併合されたバチュカ地方では、ハンガリー占領軍による1942年の攻撃で数多くのユダヤ人とセルビア人が殺された。
ナチスの例に倣って「クロアチア独立国」も、ヤセノヴァツを始めとする強制収容所を設立し、非人道的な大量虐殺を行った。大量虐殺についての独立した研究によれば、ここで主としてセルビア人を対象とし、その他ユダヤ人やロマを含めて少なくとも70万人以上殺された。実際、クロアチアの絶滅収容所で、様々な方法で100万人以上のセルビア人が殺されたとの主張もある。軍によって採用された殺害方法は、抑留者を運ぶために使われたトラックの排気管を彼らが詰め込まれた荷台に繋げるというものだった。この荷台には新鮮な空気が供給されないため、抑留者は一酸化炭素中毒により埋葬地までの途中で死んだ。
1990年代に起きたクロアチア紛争やボスニア・ヘルツェゴビナ紛争では、このときの大虐殺に対する報復として行われた、セルビア人によるクロアチア人やボシュニャク人への大量虐殺が問題となった。
ドイツ占領軍の冷酷な態度とクロアチアのウスタシャ政権の大量虐殺政策は、セルビア人、ユダヤ人、ジプシー、反ウスタシャのクロアチア人を狙ったもので、強いファシズムへの抵抗を生み出した。多くのユーゴスラビア人、主としてセルビア人が大量虐殺とナチスに抵抗した。多くがナチスおよび反共産主義者に対する解放革命戦争において共産党（ヨシップ・ブロズ・チトーが率いる人民解放軍）が作ったパルチザン勢力に加わった。この戦争中、パルチザン勢力は彼らの理想を支持しない多くの民間人を殺した。1944年末までに、赤軍はセルビアを解放し、その他の共和国は1945年5月までにハンガリー、オーストリア、イタリアで連合軍と出くわした。ユーゴスラビアは戦争で最も大きな損害を被った国の１つとなった。170万人（人口の10.8％）が殺され、国家の損失は当時の物価で9.1兆ドルにのぼった。

### ユーゴスラビア社会主義連邦共和国におけるセルビア
第二次世界大戦中の1943年、社会・国家体制の革命的変化が起き王制を廃し共和制を布告した。ヨシップ・ブロズ・チトーがユーゴスラビアの初代大統領に就任した。それまで農業が主要産業だったユーゴスラビアは中規模の近代産業国家に変貌し、脱植民地化プロセスの支持と非同盟運動における主導的役割により国際社会での政治的評価を獲得した。社会主義ユーゴスラビアは、セルビア、クロアチア、スロベニア、ボスニア・ヘルツェゴビナ、マケドニア、モンテネグロの6共和国と、セルビア内の2つの自治区（ヴォイヴォディナとコソボ）からなる連邦国家として成立した。セルビア人はユーゴスラビアで最も人口が多く、最も広く分布していた。
1974年憲法により、連邦の中央集権体制は緩和され、ユーゴスラビアの各共和国とセルビアの自治区の自治権は大幅に拡大された。
1980年にチトーが亡くなると、大統領が次々交代して共和国間の紐帯は弱まるばかりだった。1980年代になると各共和国の経済政策の足並みは乱れ始めた。スロヴェニアやクロアチアは市場主義に基づく改革を推進し、セルビアは既存の国営経済計画を維持した。スロヴェニアが力強い経済成長を見せるとこれも南北間の緊張を生む原因になった。

#### ユーゴスラビア崩壊

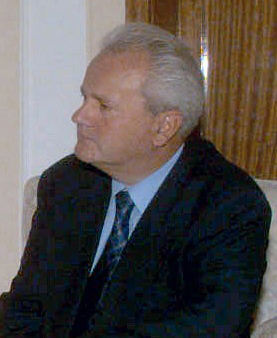
ユーゴスラビア崩壊後、セルビアの独裁者となったスロボダン・ミロシェヴィッチ

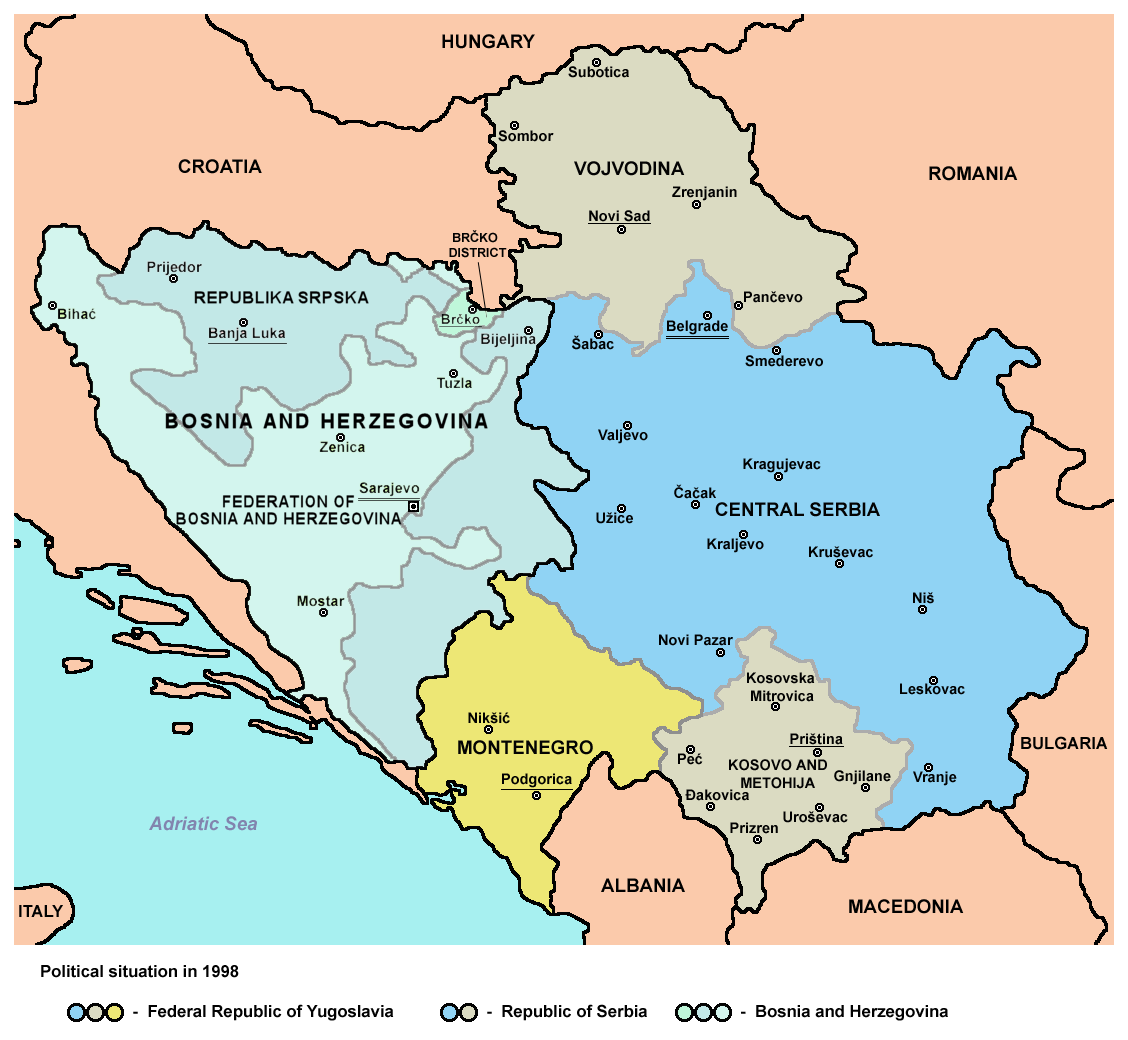
1998年のセルビアとその周辺

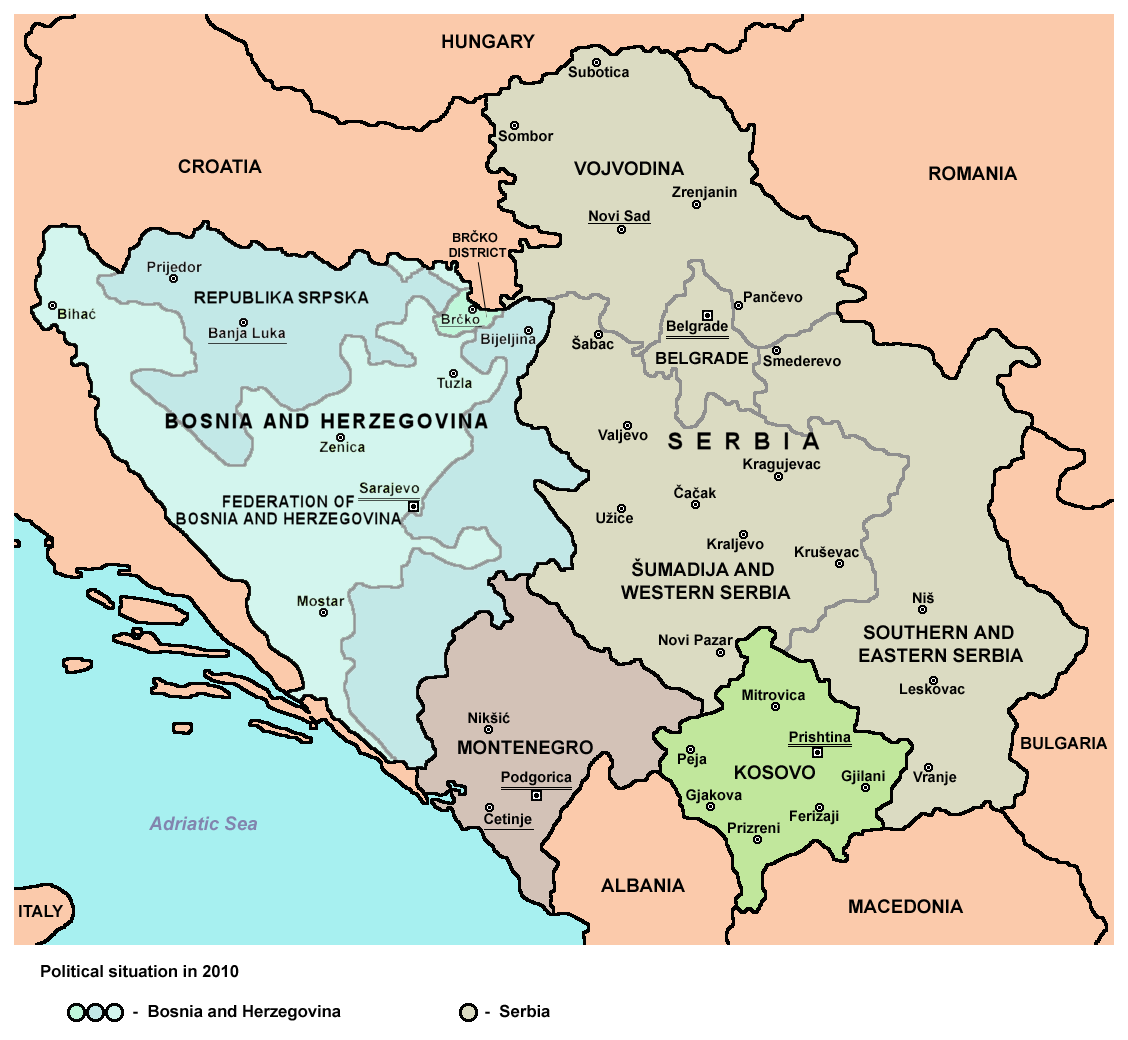
2010年のセルビアとその周辺

ユーゴスラビアは1991年、92年のスロベニア、クロアチア、ボスニア・ヘルツェゴビナ、マケドニアの独立によって崩壊した。残った2つの共和国セルビアとモンテネグロは1992年にユーゴスラビア連邦共和国を形成した。2003年にはセルビア・モンテネグロという連合体になった。
クロアチアとボスニア・ヘルツェゴビナの内戦中もセルビアは平和を保っていたが、政権内の一部や組織は内戦の渦中で武装し部隊を指揮するボスニアやクロアチアのセルビア人を支援していた。
1998年から1999年にかけてコソボでセルビアとユーゴスラビアの治安部隊がたびたび衝突し、これを西欧メディアが大きく取上げたことからNATO軍が介入して78日間の空爆が続いた。軍・警察など全ての治安部隊をコソボから撤退させて国際警察機構に交代し、代わりにコソボがユーゴスラビア連邦に留まることにミロシェヴィッチ大統領が合意して停戦協定が結ばれた。（コソボ紛争参照）
スロボダン・ミロシェヴィッチはコソボ紛争の後も指導者の地位に留まった。2000年10月5日にデモ隊が警察と激しく衝突した後、彼は政権の座を追われた。ヴォイスラヴ・コシュトニツァの指名は翌朝公式になり、ミロシェヴィッチは蜂起を公式に認め、大統領の地位を譲った。2001年1月の総選挙ののちゾラン・ジンジッチが首相になった。ジンジッチは犯罪組織に関係するとみられる襲撃者により2003年3月12日にベオグラードで暗殺された。暗殺直後、セルビア共和国臨時大統領ナターシャ・ミチッチ (Nataša Mićić) は戒厳令を発令した。
最後までユーゴスラビアに残っていた2国のうち、モンテネグロでも独立志向が強まったため、これを3年間棚上げし、代わりにユーゴスラビアを分権化された緩やかな国家連合へと移行することが決定された。ベオグラードの連邦議会は2002年に連邦体制の緩和を可決し、その名称をユーゴスラビアからセルビア・モンテネグロに変更した。体制移行の式典は2003年2月に挙行された。しかし、セルビア・モンテネグロに移行した後も、モンテネグロ側は国家連合の運営には非協力的であった。モンテネグロの独立を問う住民投票の3年間の凍結期間が過ぎた2006年、モンテネグロは住民投票を実施し、国家連合からの独立を決定した。これに伴ってセルビアも国家連合からの独立を宣言、セルビア・モンテネグロは解体された。（詳細はセルビア・モンテネグロ参照）
2007年には、コソボ紛争以降セルビアの実効統治から離れていたコソボ自治州で、独立の強行を志向するハシム・サチが首相に就任した。サチはコソボの一方的な独立を準備し、2008年2月に、コソボ大統領ファトミル・セイディウはコソボ議会にてセルビアからの独立を宣言した。セルビア大統領ボリス・タディッチは直ちに独立の無効を宣言し、コソボの独立を認めない立場を取っている。